# Сич (Борисовський район)
Сич (біл. вёска Сыч) — село в складі Борисовського району Мінської області, Білорусь. Село підпорядковане Гливинській сільській раді, розташоване в північно-східній частині області.